# Temerin
Temerin (ćir.: Темерин, mađ.: Temerin, njem.:Temeri) je grad i središte istoimene općine u Južnobačkom okrugu u Vojvodini.

## Povijest
Temerin se prvi put spominje 1332. godine u papinskoj priznanici izdanoj župniku Laurentiju de Temeriju, za isplatu crkvene desetine. Prema podatcima iz Glasnika povijesnoga društva u Novom Sadu iz 1935. godine najstariji spomen o Temerinu je iz 1267. godine. Kod Temerina se spominje naselje Aranja, i još 1762. godine stara crkva u Temerinu nazivala se „Aranjskom klisom“. Temerin je u sastavu Kraljevine Ugarske bio do 1526. godine kada je poslije Mohačke bitke pripao Turcima.

## Stanovništvo
U gradu živi 19.216 stanovnika, od toga 15.175 punoljetnih stanovnika, a prosječna starost stanovništva iznosi 38,3 godina (37,0 muškaraca i 39,5 žena). U naselju je 6.529 domaćinstava, a prosječan broj članova po domaćinstvu je 2,94.
Prema popisu stanovništva iz 1991. godine u Temerinu je živjelo 16.971 stanovnik.
| Etnički sastav 2002. |            |         |
| Narod                | Stanovnika | %       |
| Srbi                 | 9.660      | 50,27 % |
| Mađari               | 8.187      | 42,60 % |
| Jugoslaveni          | 304        | 1,58 %  |
| Hrvati               | 137        | 0,71 %  |
| Crnogorci            | 62         | 0,32 %  |
| Slovaci              | 53         | 0,27 %  |
| Romi                 | 38         | 0,19 %  |
| Albanci              | 33         | 0,16 %  |
| Rusini               | 32         | 0,15 %  |
| Nijemci              | 19         | 0,09 %  |
| Makedonci            | 15         | 0,07 %  |
| Muslimani            | 15         | 0,07 %  |
| Rumunji              | 13         | 0,06 %  |
| ostali               | 31         | 0,15 %  |
| nepoznato            | 307        | 1,59 %  |

| broj stanovnika | 11438 | 11621 | 12705 | 13584 | 14875 | 16971 | 19216 |
|                 | 1948. | 1953. | 1961. | 1971. | 1981. | 1991. | 2001. |

## Galerija
- Zgrada radio Temerina
- Tehnička škola
- Gradski bazen
- Pravoslavna crkva
- Katolička crkva
- Nova Katolička crkva

## Šport
- FK Sloga Temerin

## Vanjske poveznice
- Službena stranica općine Temerin
- Karte, udaljenosti vremenska prognoza  Arhivirana inačica izvorne stranice od 13. prosinca 2009. (Wayback Machine)
- Satelitska snimka naselja